# Oktopus (Tauchen)

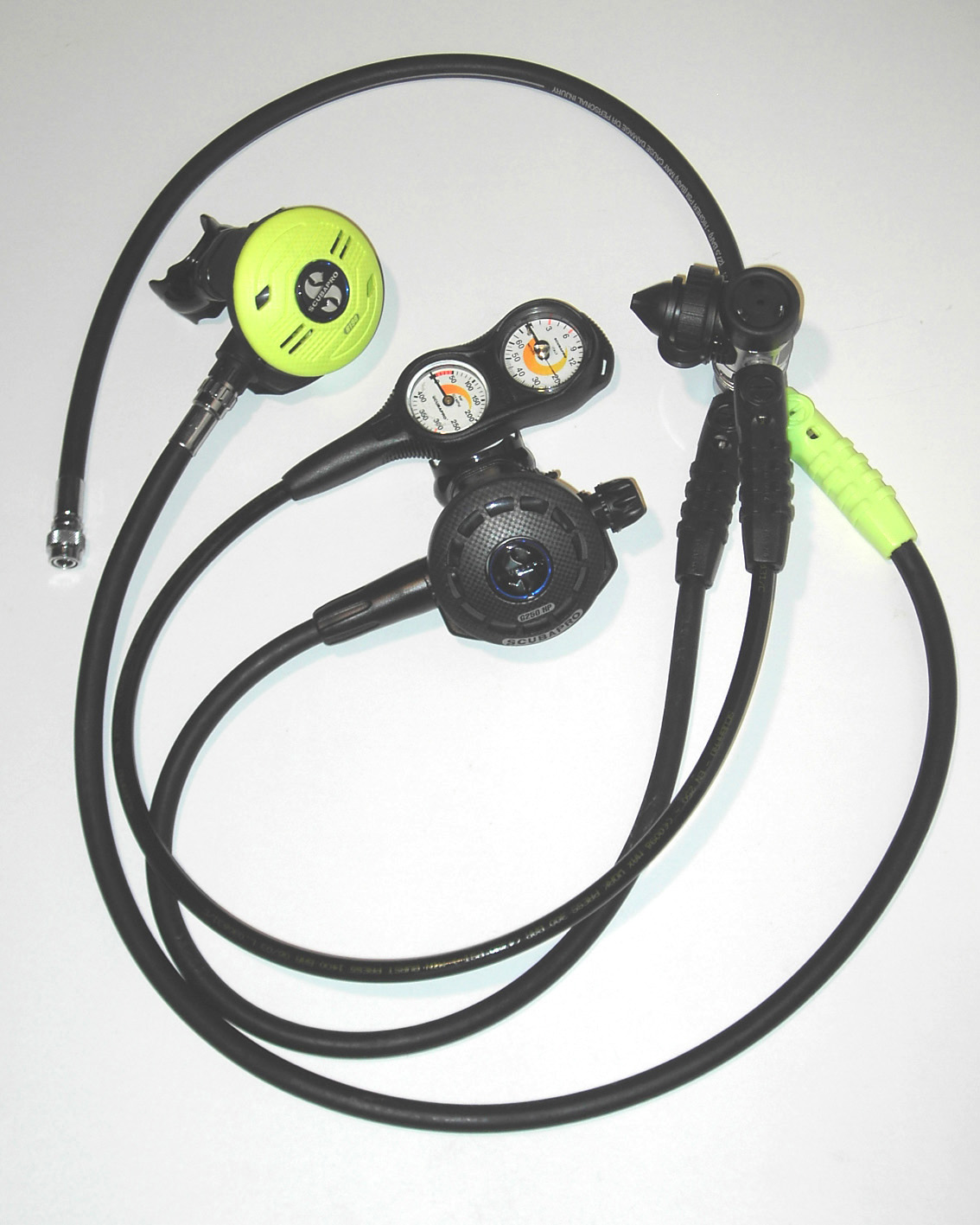
Erste Stufe (rechts außen), Atemregler (schwarz), Oktopus (gelb), Finimeter (hier mit Tiefenmesser), Inflatorschlauch (für Tarierweste (Jacket, B.C.D) oder Trockentauchanzug)

Als Oktopus bezeichnet man im Tauchsport einen zweiten Atemregler zur Gewährleistung einer alternativen Luftversorgung. Er kommt zum Einsatz, um im Notfall einen Tauchpartner mit Luft versorgen zu können. Der Name Oktopus leitet sich aufgrund seines vielarmigen Erscheinungsbildes, bestehend aus zweitem Druckschlauch und zweitem Atemregler, vom gleichnamigen Meerestier, dem Kraken ab. Charakteristisch für einen Oktopus ist, dass dieser zusammen mit dem Hauptatemregler von einer gemeinsamen ersten Stufe abgeht.

## Aufbau
Ein komplettes Atemreglersystem besteht immer aus dem Druckminderer, der ersten Stufe, und dem eigentlichen Atemregler, der zweiten Stufe. Der Oktopus ist ebenfalls eine zweite Stufe und unterscheidet sich hinsichtlich seiner Bauweise und Funktion nicht von einem regulären Atemregler. Lediglich die auffällige Farbgebung kennzeichnet ihn als Ersatz-Ausrüstungsteil. Rein technisch kann der Oktopus gemeinsam mit dem Hauptatemregler an einer ersten Stufe angebracht werden. Dies hat jedoch zur Folge, dass der Oktopus nicht zur Verfügung steht, wenn die erste Stufe ausfällt oder der Hauptatemregler unkontrolliert abströmt. Diese Gefahr ist insbesondere in mitteleuropäischen Gewässern durch Vereisung gegeben. Der Oktopus ist folglich kein zweites, eigenständiges Atemreglersystem, wie es zum Beispiel bei Tauchgängen in kalten Gewässern oder beim Eistauchen Verwendung finden sollte. Um im Notfall ein redundantes System zur Verfügung zu haben, kann der Oktopus als eigenständiger Atemregler mit einer zusätzlichen ersten Stufe an einem zweiten Flaschenventil montiert werden. Aus diesem Grund ist es ratsam, bei der Wahl des Oktopus auf einen Atemregler zurückzugreifen, der eine ähnliche Qualität wie der Hauptatemregler aufweist.

## Anwendung
Es wird empfohlen, den Oktopus so an der Ausrüstung zu montieren, dass er im gedachten Dreieck zwischen Mund und unterem Rippenbogen zu sehen ist. So wird es dem Tauchpartner im Notfall ermöglicht, beispielsweise wenn der Tauchpartner signalisiert: „Habe keine Luft, gib mir Luft!“, schnell und ohne lange Suche darauf zuzugreifen. Daher wird auch eine deutliche Kennzeichnung des Oktopus mit einer Signalfarbe – in der Regel gelb – empfohlen. Der wesentliche Nutzen eines Oktopus liegt darin, einen Tauchpartner, dessen Luftzufuhr ausgefallen ist, parallel zur eigenen Luftversorgung mit Atemgas zu versorgen. Der helfende Taucher atmet weiterhin aus seinem Hauptatemregler, sodass auf die schwieriger zu handhabende Wechselatmung aus einem gemeinsamen Atemregler verzichtet werden kann. Aus Sicherheitsgründen ist es deshalb empfehlenswert, stets auf eine ausreichend große Atemluftreserve zu achten, um selbst unter Einhaltung eventueller Dekompressionszeiten beiden Partnern den Aufstieg zur Oberfläche bei Nutzung nur einer Luftversorgung zu ermöglichen.

## Gefahren im Kaltwasser
Da die Gefahr der Vereisung der ersten Stufe des Atemreglers schon bei Wassertemperaturen von ca. 10 °C gegeben ist, sollte in diesen Fällen mit zwei getrennten ersten Stufen getaucht werden. Da in Mitteleuropa selbst im Sommer mit derart niedrigen Wassertemperaturen zu rechnen ist, sollten Oktopus-Systeme, bei denen der Oktopus gemeinsam mit dem Hauptregler an einer ersten Stufe angebracht ist, nur in tropischen und mediterranen Gewässern Verwendung finden.
Umgekehrt sprechen für die Verwendung einer gemeinsamen ersten Stufe der niedrigere Anschaffungspreis und das geringere Ausrüstungsgewicht. Flaschenventile mit nur einem Abgang können nur eine erste Stufe aufnehmen. Zwei Sets aus jeweils erster und zweiter Stufe ließen sich daran nur mit einem Adapter montieren. Bei Tauchgängen mit hohen Anforderungen (tiefe Tauchgänge, kalte Gewässer, Eistauchen, Wracktauchen, Höhlentauchen) sollten stets mindestens zwei völlig voneinander unabhängige Luftversorgungssysteme verwendet werden.

## Alternativen
Einige Verbände, wie z. B. der VDST oder die GUE empfehlen anstelle einer Oktopus-Konfiguration einen langen Schlauch. Bei einer solchen Konfiguration ist der Schlauch des Hauptatemreglers länger als der des Reservereglers. Im Falle einer Gasspende wird der Hauptatemregler an den Tauchpartner abgegeben und der helfende wechselt auf seinen Zweitregler.